# Gyllenskivig spindling
Gyllenskivig spindling (Cortinarius xanthophyllus) är en svampart som först beskrevs av Mordecai Cubitt Cooke, och fick sitt nu gällande namn av Rob. Henry 1943. Gyllenskivig spindling ingår i släktet Cortinarius och familjen spindlingar.  Arten är reproducerande i Sverige. Inga underarter finns listade i Catalogue of Life.